# District de Chiuta (Mozambique)
Le district de Chiuta est une subdivision administrative de la province de Tete au nord du Mozambique. En 2007, sa population est de 5 300 habitants.

## Source de la traduction
- (en) Cet article est partiellement ou en totalité issu de l’article de Wikipédia en anglais intitulé « Chiuta (distrito) » (voir la liste des auteurs).